# Warzyce
Warzyce [vaˈʐɨt͡sɛ] est un village situé en Voïvodie des Basses-Carpates dans le sud- esd de la Pologne. le village est à 7 kilomètres de Jasło et 45 kilomètres au sud-ouest de Rzeszów.

## Histoire
En 1938, la communauté juive représente 2 636 personnes à Jaslo.
Au cours de la Seconde Guerre mondiale, la forêt de Warzyce est le lieu d'exécutions de masse de 5 000 juifs et Russes. La majorité des victimes juives étaient des déportées des ghettos de Frysztak, Jaslo , Tarnow, Nowy Zmigrod et Korczyn. Un des plus grands massacres a lieu le 3 août 1942. Ce jour-là, les nazis assassinent 690 juifs dans la forêt. Après la guerre, le site est le lieu de 32 fosses communes.